# Bundestagswahlkreis Wiesbaden
Der Wahlkreis Wiesbaden (Wahlkreis 178, bis zur Bundestagswahl 2021 179) ist ein Bundestagswahlkreis in Hessen. Der Wahlkreis umfasst die hessische Landeshauptstadt Wiesbaden.

## Wahlkreisgeschichte
| Wahl      | Wahlkreisname | Gebiet          |
| --------- | ------------- | --------------- |
| 1949      | 13 Wiesbaden  | Stadt Wiesbaden |
| 1953–1976 | 138 Wiesbaden | Stadt Wiesbaden |
| 1980–1998 | 136 Wiesbaden | Stadt Wiesbaden |
| 2002–2005 | 180 Wiesbaden | Stadt Wiesbaden |
| seit 2009 | 179 Wiesbaden | Stadt Wiesbaden |

## Wahlkreisabgeordnete
| Wahl | Abgeordneter | Abgeordneter              | Partei | Stimmen in % |
| ---- | ------------ | ------------------------- | ------ | ------------ |
| 1949 |              | Victor-Emanuel Preusker   | FDP    | 36,4         |
| 1953 | 32,4         | Victor-Emanuel Preusker   | FDP    |              |
| 1957 |              | Elisabeth Schwarzhaupt    | CDU    | 43,5         |
| 1961 |              | Karl Wittrock             | SPD    | 39,1         |
| 1965 |              | Karl-Walter Fritz         | SPD    | 45,3         |
| 1969 |              | Horst Krockert            | SPD    | 50,5         |
| 1972 | 52,4         | Horst Krockert            | SPD    |              |
| 1976 | 46,0         | Horst Krockert            | SPD    |              |
| 1980 |              | Rudi Schmitt              | SPD    | 48,5         |
| 1983 |              | Hannelore Rönsch          | CDU    | 46,6         |
| 1987 | 46,1         | Hannelore Rönsch          | CDU    |              |
| 1990 | 43,2         | Hannelore Rönsch          | CDU    |              |
| 1994 | 45,0         | Hannelore Rönsch          | CDU    |              |
| 1998 |              | Heidemarie Wieczorek-Zeul | SPD    | 44,2         |
| 2002 | 47,3         | Heidemarie Wieczorek-Zeul | SPD    |              |
| 2005 | 44,1         | Heidemarie Wieczorek-Zeul | SPD    |              |
| 2009 |              | Kristina Köhler           | CDU    | 40,8         |
| 2013 |              | Kristina Schröder         | CDU    | 43,6         |
| 2017 |              | Ingmar Jung               | CDU    | 34,3         |
| 2021 | 26,3         | Ingmar Jung               | CDU    |              |
| 2025 |              | Stefan Korbach            | CDU    | 30,7         |

## Wahlergebnisse

### Bundestagswahl 2025
| Kandidaten                                            | Kandidaten                  | Parteien/Listen     | Erststimmen | Erststimmen | Zweitstimmen | Zweitstimmen |
| Kandidaten                                            | Kandidaten                  | Parteien/Listen     | Stimmen     | %           | Stimmen      | %            |
| ----------------------------------------------------- | --------------------------- | ------------------- | ----------- | ----------- | ------------ | ------------ |
|                                                       | Nadine Ruf                  | SPD                 | 32.697      | 22,3        | 25.711       | 17,5         |
|                                                       | Stefan Korbachgewählt im WK | CDU                 | 44.997      | 30,7        | 39.190       | 26,6         |
|                                                       | Panagio Aikaterini Garcia   | GRÜNE               | 21.876      | 14,9        | 23.494       | 16,0         |
|                                                       | Lucas Schwalbach            | FDP                 | 5.944       | 4,1         | 8.234        | 5,6          |
|                                                       | Erich Heinrich Heidkamp     | AfD                 | 20.406      | 13,9        | 20.737       | 14,1         |
|                                                       | Daniel Winter               | Die Linke           | 15.408      | 10,5        | 16.939       | 11,5         |
|                                                       | Eike Stefan Kreft           | FREIE WÄHLER        | 2.317       | 1,6         | 1.244        | 0,8          |
|                                                       | —                           | Tierschutzpartei    | –           | –           | 1.504        | 1,0          |
|                                                       | —                           | Die PARTEI          | –           | –           | 694          | 0,5          |
|                                                       | Daniel Weber                | Volt                | 3.117       | 2,1         | 1.775        | 1,2          |
|                                                       | —                           | PdH                 | –           | –           | 173          | 0,1          |
|                                                       | —                           | MLPD                | –           | –           | 61           | 0,0          |
|                                                       | —                           | BÜNDNIS DEUTSCHLAND | –           | –           | 203          | 0,1          |
|                                                       | —                           | BSW                 | –           | –           | 7.250        | 4,9          |
| Gesamt                                                | Gesamt                      | Gesamt              | 146.762     | 100         | 147.209      | 100          |
|                                                       |                             |                     |             |             |              |              |
| Ungültige Stimmen                                     | Ungültige Stimmen           | Ungültige Stimmen   | 1.453       | 1,0         | 1.006        | 0,7          |
| Wähler                                                | Wähler                      | Wähler              | 148.215     | 79,7        | 148.215      | 79,7         |
| Wahlberechtigte                                       | Wahlberechtigte             | Wahlberechtigte     | 186.038     |             | 186.038      |              |
|                                                       |                             |                     |             |             |              |              |
| Quellen: Die Bundeswahlleiterin, Kandidaten – Stimmen |                             |                     |             |             |              |              |

### Bundestagswahl 2021
| Gegenstand der Nachweisung | Gegenstand der Nachweisung | Erst- stimmen | Erst- stimmen | Zweit- stimmen | Zweit- stimmen |
| Bewerber                   | Partei                     | Anzahl        | %             | Anzahl         | %              |
| -------------------------- | -------------------------- | ------------- | ------------- | -------------- | -------------- |
| Wahlberechtigte            | Wahlberechtigte            | 186.735       | 100,0         | 186.735        | 100,0          |
| Wähler                     | Wähler                     | 136.214       | 72,9          | 136.214        | 72,9           |
| Ungültige Stimmen          | Ungültige Stimmen          | 1.607         | 1,2           | 1.348          | 1,0            |
| Gültige Stimmen            | Gültige Stimmen            | 134.607       | 98,8          | 134.866        | 99,0           |
| davon                      |                            |               |               |                |                |
| Ingmar Jung                | CDU                        | 35.375        | 26,3          | 28.523         | 21,1           |
| Nadine Ruf                 | SPD                        | 34.750        | 25,8          | 33.546         | 24,9           |
| Erich Heidkamp             | AfD                        | 9.192         | 6,8           | 9.588          | 7,1            |
| Lucas Schwalbach           | FDP                        | 13.995        | 10,4          | 18.947         | 14,0           |
| Uta Brehm                  | GRÜNE                      | 25.811        | 19,2          | 26.818         | 19,9           |
| Daniel Winter              | Die LINKE                  | 6.652         | 4,9           | 7.128          | 5,3            |
|                            | Tierschutzpartei           | –             | –             | 1.651          | 1,2            |
| Lukas Haker                | Die PARTEI                 | 1.559         | 1,2           | 1.049          | 0,8            |
| Andre Wittmann             | FREIE WÄHLER               | 1.602         | 1,2           | 1.411          | 1,0            |
| Yasmin Schulze             | PIRATEN                    | 742           | 0,6           | 525            | 0,4            |
|                            | Heimat                     | –             | –             | 104            | 0,1            |
|                            | ÖDP                        | –             | –             | 139            | 0,1            |
|                            | V-Partei³                  | –             | –             | 135            | 0,1            |
|                            | MLPD                       | –             | –             | 34             | 0,0            |
|                            | DKP                        | –             | –             | 35             | 0,0            |
| Ulrike Fröhlich            | dieBasis                   | 2.327         | 1,7           | 1.911          | 1,4            |
|                            | Bündnis C                  | –             | –             | 112            | 0,1            |
|                            | Bündnis21                  | –             | –             | 34             | 0,0            |
| Lucien Andreas Peter       | LKR                        | 103           | 0,1           | 81             | 0,1            |
| Felicitas Klings           | Die Humanisten             | 472           | 0,4           | 252            | 0,2            |
|                            | Verjüngungsforschung       | –             | –             | 152            | 0,1            |
|                            | Team Todenhöfer            | –             | –             | 1.367          | 1,0            |
| Samater Liban              | Volt                       | 1.904         | 1,4           | 1.324          | 1,0            |
| Alexander Hartmann         | BüSo                       | 123           | 0,1           | –              | –              |

### Bundestagswahl 2017
Die Bundestagswahl 2017 fand am Sonntag, den 24. September 2017, statt. In Hessen hatten sich 20 Parteien mit ihrer Landesliste beworben. Die Allianz Deutscher Demokraten zog ihre Bewerbung zurück. Die Violetten wurde vom Landeswahlausschuss zurückgewiesen, da nicht die erforderlichen zweitausend Unterschriften zur Unterstützung vorgelegt wurden. Somit bewarben sich 18 Parteien mit ihren Landeslisten in Hessen. Auf den Landeslisten kandidierten insgesamt 353 Bewerber, davon nicht ganz ein Drittel (114) Frauen.
| Gegenstand der Nachweisung | Gegenstand der Nachweisung | Erst- stimmen | Erst- stimmen | Zweit- stimmen | Zweit- stimmen |
| Bewerber                   | Partei                     | Anzahl        | %             | Anzahl         | %              |
| -------------------------- | -------------------------- | ------------- | ------------- | -------------- | -------------- |
| Wahlberechtigte            | Wahlberechtigte            | 189.372       | 100           | 189.372        | 100            |
| Wähler                     | Wähler                     | 139.775       | 73,8          | 139.775        | 73,8           |
| Ungültige Stimmen          | Ungültige Stimmen          | 1.810         | 1,3           | 1.546          | 1,1            |
| Gültige Stimmen            | Gültige Stimmen            | 137.965       | 98,7          | 138.229        | 98,9           |
| davon                      |                            |               |               |                |                |
| Ingmar Jung                | CDU                        | 47.309        | 34,3          | 40.022         | 29,0           |
| Simon Rottloff             | SPD                        | 39.396        | 28,6          | 29.247         | 21,2           |
| Felix Möller               | GRÜNE                      | 12.321        | 8,9           | 16.286         | 11,8           |
| Adrian Gabriel             | DIE LINKE                  | 10.558        | 7,7           | 13.160         | 9,5            |
| Michael Goebel             | AfD                        | 14.417        | 10,5          | 15.496         | 11,2           |
| Lucas Schwalbach           | FDP                        | 9.693         | 7             | 18.400         | 13,3           |
| Gunnar Langer              | PIRATEN                    | 841           | 0,6           | 578            | 0,4            |
|                            | NPD                        | –             | –             | 222            | 0,2            |
| Hans-Georg Kroll           | FREIE WÄHLER               | 1.467         | 1,1           | 943            | 0,7            |
| Alexander Gürtler          | Die PARTEI                 | 1.963         | 1,4           | 1.360          | 1,0            |
|                            | Büso                       | –             | –             | 54             | 0              |
|                            | MLPD                       | –             | –             | 75             | 0,1            |
|                            | BGE                        | –             | –             | 341            | 0,2            |
|                            | DKP                        | –             | –             | 26             | 0              |
|                            | DM                         | –             | –             | 273            | 0,2            |
|                            | ÖDP                        | –             | –             | 297            | 0,2            |
|                            | Tierschutzpartei           | –             | –             | 1.196          | 0,9            |
|                            | V-Partei³                  | –             | –             | 253            | 0,2            |

### Bundestagswahl 2013
Die Bundestagswahl 2013 fand am Sonntag, dem 22. September 2013, zusammen mit der Landtagswahl in Hessen 2013, statt. In Hessen haben sich 16 Parteien um einen Listenplatz beworben. Die ÖDP hat ihre Liste zurückgezogen. Somit standen 15 Parteien landesweit zur Wahl. Die zugelassenen Landeslisten sind in der Reihenfolge aufgelistet, wie sie auf dem Stimmzettel aufgeführt werden.
Die Kandidatin der FDP, Dagmar Döring, erklärte nach Bekanntwerden eines pädophiliefreundlichen Aufsatzes, den sie 1980 veröffentlicht hatte, ihren Verzicht auf die Kandidatur. Gemäß Kreiswahlleiterin ist ein solcher Verzicht nach der Zulassung eines Kreiswahlvorschlags nicht möglich – Döring blieb somit im wahlrechtlichen Sinne Direktkandidatin und stand trotz Verzichtserklärung auf den Wahlzetteln.
| Gegenstand der Nachweisung | Gegenstand der Nachweisung | Erst- stimmen | Erst- stimmen | Zweit- stimmen | Zweit- stimmen |
| Bewerber                   | Partei                     | Anzahl        | %             | Anzahl         | %              |
| -------------------------- | -------------------------- | ------------- | ------------- | -------------- | -------------- |
| Wahlberechtigte            | Wahlberechtigte            | 189.698       | 100           | 189.698        | 100            |
| Wähler                     | Wähler                     | 132.335       | 69,8          | 132.335        | 69,8           |
| Ungültige Stimmen          | Ungültige Stimmen          | 2.705         | 2,0           | 2.472          | 1,9            |
| Gültige Stimmen            | Gültige Stimmen            | 129.630       | 98,0          | 129.683        | 98,1           |
| davon                      |                            |               |               |                |                |
| Kristina Schröder          | CDU                        | 56.466        | 43,6          | 50.187         | 38,7           |
| Simon Rottloff             | SPD                        | 45.311        | 35,0          | 36.041         | 27,8           |
| Dagmar Döring              | FDP                        | 3.296         | 2,5           | 8.801          | 6,8            |
| Andreas Romppel            | GRÜNE                      | 9.784         | 7,5           | 15.133         | 11,7           |
| Manuela Schon              | DIE LINKE                  | 6.097         | 4,7           | 7.668          | 5,9            |
| Tobias Elsenmüller         | PIRATEN                    | 2.224         | 1,7           | 2.531          | 2,0            |
| Daniel Knebel              | NPD                        | 941           | 0,7           | 865            | 0,7            |
|                            | REP                        | —             | —             | 352            | 0,3            |
| Alexander Hartmann         | BüSo                       | 335           | 0,3           | 151            | 0,1            |
|                            | MLPD                       | —             | —             | 52             | 0,0            |
| Frank Mario Zaleski        | AfD                        | 5.176         | 4,0           | 6.550          | 5,1            |
|                            | pro Deutschland            | —             | —             | 124            | 0,1            |
|                            | FREIE WÄHLER               | —             | —             | 665            | 0,5            |
|                            | Die PARTEI                 | —             | —             | 525            | 0,4            |
|                            | PSG                        | —             | —             | 38             | 0,0            |

### Bundestagswahl 2009
| Gegenstand der Nachweisung | Gegenstand der Nachweisung | Erst- stimmen | Erst- stimmen | Zweit- stimmen | Zweit- stimmen |
| Bewerber                   | Partei                     | Anzahl        | %             | Anzahl         | %              |
| -------------------------- | -------------------------- | ------------- | ------------- | -------------- | -------------- |
| Wahlberechtigte            | Wahlberechtigte            | 187.479       | 100           | 187.479        | 100            |
| Wähler                     | Wähler                     | 133.425       | 71,2          | 133.425        | 71,2           |
| Ungültige Stimmen          | Ungültige Stimmen          | 2.374         | 1,8           | 2.221          | 1,7            |
| Gültige Stimmen            | Gültige Stimmen            | 131.051       | 98,2          | 131.204        | 98,3           |
| davon                      |                            |               |               |                |                |
| Heidemarie Wieczorek-Zeul  | SPD                        | 42.751        | 32,6          | 30.892         | 23,5           |
| Kristina Köhler            | CDU                        | 53.416        | 40,8          | 40.831         | 31,1           |
| Wolfgang Gerhardt          | FDP                        | 12.350        | 9,4           | 23.194         | 17,7           |
| Gabriele Schuchalter-Eicke | GRÜNE                      | 10.970        | 8,4           | 18.560         | 14,1           |
| Jörg Jungmann              | LINKE                      | 9.016         | 6,9           | 11.333         | 8,6            |
| Stefan Jagsch              | NPD                        | 1.516         | 1,2           | 1.070          | 0,8            |
|                            | REP                        | —             | —             | 1049           | 0,8            |
|                            | Tierschutzpartei           | —             | —             | 1005           | 0,8            |
| Alexander Hartmann         | BüSo                       | 588           | 0,4           | 269            | 0,2            |
|                            | MLPD                       | —             | —             | 37             | 0,0            |
|                            | DVU                        | —             | —             | 125            | 0,1            |
|                            | PIRATEN                    | —             | —             | 2.839          | 2,2            |
| Helmut Schrader            | Einzelbewerber             | 444           | 0,3           | —              | —              |

Heidemarie Wieczorek-Zeul (SPD) und Wolfgang Gerhardt (FDP) zogen über die jeweiligen Landeslisten der Parteien in den Bundestag ein.

### Bundestagswahl 2005
| Gegenstand der Nachweisung | Gegenstand der Nachweisung | Erst- stimmen | Erst- stimmen | Zweit- stimmen | Zweit- stimmen |
| Bewerber                   | Partei                     | Anzahl        | %             | Anzahl         | %              |
| -------------------------- | -------------------------- | ------------- | ------------- | -------------- | -------------- |
| Wahlberechtigte            | Wahlberechtigte            | 186.409       | 100,0         | 186.409        | 100,0          |
| Wähler                     | Wähler                     | 140.838       | 75,6          | 140.838        | 75,6           |
| Ungültige Stimmen          | Ungültige Stimmen          | 2.616         | 1,9           | 2.417          | 1,7            |
| Gültige Stimmen            | Gültige Stimmen            | 138.222       | 98,1          | 138.421        | 98,3           |
| davon                      |                            |               |               |                |                |
| Heidemarie Wieczorek-Zeul  | SPD                        | 60.916        | 44,1          | 45.173         | 32,6           |
| Kristina Köhler            | CDU                        | 56.861        | 41,1          | 44.485         | 32,1           |
| Matti Seithe               | GRÜNE                      | 6.395         | 4,6           | 18.431         | 13,3           |
| Eric Starke                | FDP                        | 6.005         | 4,3           | 18.441         | 13,3           |
| Hartmut Bohrer             | LINKE                      | 5.473         | 4,0           | 7.127          | 5,1            |
|                            | REP                        | –             | –             | 1.439          | 1,0            |
|                            | Tierschutzpartei           | –             | –             | 933            | 0,7            |
| Marko Dazer                | NPD                        | 1.919         | 1,4           | 1.283          | 0,9            |
|                            | GRAUE                      | –             | –             | 716            | 0,5            |
| Alexander Hartmann         | BüSo                       | 653           | 0,5           | 270            | 0,2            |
|                            | MLPD                       | –             | –             | 36             | 0,0            |
|                            | PSG                        | –             | –             | 87             | 0,1            |

### Bundestagswahl 2002
| Gegenstand der Nachweisung | Gegenstand der Nachweisung | Erst- stimmen | Erst- stimmen | Zweit- stimmen | Zweit- stimmen |
| Bewerber                   | Partei                     | Anzahl        | %             | Anzahl         | %              |
| -------------------------- | -------------------------- | ------------- | ------------- | -------------- | -------------- |
| Wahlberechtigte            | Wahlberechtigte            | 186.838       | 100,0         | 186.838        | 100,0          |
| Wähler                     | Wähler                     | 143.782       | 77,0          | 143.782        | 77,0           |
| Ungültige Stimmen          | Ungültige Stimmen          | 3.025         | 2,1           | 2.417          | 1,7            |
| Gültige Stimmen            | Gültige Stimmen            | 140.757       | 97,9          | 141.365        | 98,3           |
| davon                      |                            |               |               |                |                |
| Heidemarie Wieczorek-Zeul  | SPD                        | 66.585        | 47,3          | 52.034         | 36,8           |
| Kristina Köhler            | CDU                        | 56.237        | 40,0          | 51.054         | 36,1           |
| Rudolf Janke               | GRÜNE                      | 7.672         | 5,5           | 19.605         | 13,9           |
| Kai-Christofer Burghard    | FDP                        | 7.812         | 5,5           | 12.233         | 8,7            |
|                            | REP                        | –             | –             | 1.375          | 1,0            |
| Hans Möller                | PDS                        | 1.750         | 1,2           | 2.047          | 1,4            |
|                            | Tierschutzpartei           | –             | –             | 653            | 0,5            |
|                            | NPD                        | –             | –             | 256            | 0,2            |
|                            | GRAUE                      | –             | –             | 266            | 0,2            |
|                            | PBC                        | –             | –             | 248            | 0,2            |
|                            | CM                         | –             | –             | 85             | 0,1            |
|                            | ödp                        | –             | –             | 102            | 0,1            |
| Alexander Hartmann         | BüSo                       | 701           | 0,5           | 171            | 0,1            |
|                            | Schill                     | –             | –             | 1.236          | 0,9            |

### Bundestagswahl 1998
| Gegenstand der Nachweisung | Gegenstand der Nachweisung | Erst- stimmen | Erst- stimmen | Zweit- stimmen | Zweit- stimmen |
| Bewerber                   | Partei                     | Anzahl        | %             | Anzahl         | %              |
| -------------------------- | -------------------------- | ------------- | ------------- | -------------- | -------------- |
| Wahlberechtigte            | Wahlberechtigte            | 185.832       | 100,0         | 185.832        | 100,0          |
| Wähler                     | Wähler                     | 151.643       | 81,6          | 151.643        | 81,6           |
| Ungültige Stimmen          | Ungültige Stimmen          | 2.389         | 1,6           | 1.974          | 1,3            |
| Gültige Stimmen            | Gültige Stimmen            | 149.254       | 98,4          | 149.669        | 98,7           |
| davon                      |                            |               |               |                |                |
| Hannelore Rönsch           | CDU                        | 62.967        | 42,2          | 52.923         | 35,4           |
| Heidemarie Wieczorek-Zeul  | SPD                        | 66.021        | 44,2          | 56.877         | 38,0           |
| Barbara Heimann            | GRÜNE                      | 7.026         | 4,7           | 14.753         | 9,9            |
| Kai-Christofer Burghard    | FDP                        | 3.763         | 2,5           | 13.069         | 8,7            |
| Ralph Decker               | PDS                        | 1.618         | 1,1           | 2.372          | 1,6            |
|                            | APPD                       | –             | –             | 135            | 0,1            |
| Alexander Hartmann         | BüSo                       | 175           | 0,1           | 118            | 0,1            |
| Rolf-Dieter Gmeiner        | BFB – Die Offensive        | 1.203         | 0,8           | 949            | 0,6            |
|                            | Chance 2000                | –             | –             | 108            | 0,1            |
| Werner Georgiewsky-Gerlach | CM                         | 125           | 0,1           | 104            | 0,1            |
|                            | DVU                        | –             | –             | 1.051          | 0,7            |
| Hildegard Mulert           | GRAUE                      | 727           | 0,5           | 544            | 0,4            |
| Hans Hirzel                | REP                        | 5.013         | 3,4           | 4.792          | 3,2            |
|                            | DIE FRAUEN                 | –             | –             | 140            | 0,1            |
|                            | Pro DM                     | –             | –             | 637            | 0,4            |
|                            | Tierschutzpartei           | –             | –             | 426            | 0,3            |
|                            | NPD                        | –             | –             | 129            | 0,1            |
|                            | NATURGESETZ                | –             | –             | 98             | 0,1            |
|                            | ödp                        | –             | –             | 90             | 0,1            |
| Helga Wenz                 | PBC                        | 296           | 0,2           | 329            | 0,2            |
|                            | PSG                        | –             | –             | 25             | 0,0            |
| Wilfried Laurig            | Einzelbewerber             | 320           | 0,2           | –              | –              |

### Bundestagswahl 1994
| Gegenstand der Nachweisung | Gegenstand der Nachweisung | Erst- stimmen | Erst- stimmen | Zweit- stimmen | Zweit- stimmen |
| Bewerber                   | Partei                     | Anzahl        | %             | Anzahl         | %              |
| -------------------------- | -------------------------- | ------------- | ------------- | -------------- | -------------- |
| Wahlberechtigte            | Wahlberechtigte            | 189.145       | 100,0         | 189.145        | 100,0          |
| Wähler                     | Wähler                     | 152.737       | 80,8          | 152.737        | 80,8           |
| Ungültige Stimmen          | Ungültige Stimmen          | 2.585         | 1,7           | 1.788          | 1,2            |
| Gültige Stimmen            | Gültige Stimmen            | 150.152       | 98,3          | 150.949        | 98,8           |
| davon                      |                            |               |               |                |                |
| Hannelore Rönsch           | CDU                        | 67.520        | 45,0          | 60.579         | 40,1           |
| Heidemarie Wieczorek-Zeul  | SPD                        | 57.914        | 38,6          | 50.801         | 33,7           |
| Margret Funke-Schmitt-Rink | FDP                        | 5.200         | 3,5           | 13.967         | 9,3            |
| Lorenz Jarass              | GRÜNE                      | 12.814        | 8,5           | 16.860         | 11,2           |
| Herbert Langer             | REP                        | 4.378         | 2,9           | 4.424          | 2,9            |
|                            | PDS                        | –             | –             | 1.956          | 1,3            |
| Helmut Böttiger            | Solidarität                | 276           | 0,2           | 158            | 0,1            |
| Monika Bück                | GRAUE                      | 1.400         | 0,9           | 1.074          | 0,7            |
| Swantje Schulz             | NATURGESETZ                | 650           | 0,4           | 453            | 0,3            |
|                            | MLPD                       | –             | –             | 22             | 0,0            |
|                            | ÖDP                        | –             | –             | 358            | 0,2            |
|                            | PBC                        | –             | –             | 297            | 0,2            |

### Bundestagswahl 1990
| Gegenstand der Nachweisung | Gegenstand der Nachweisung | Erst- stimmen | Erst- stimmen | Zweit- stimmen | Zweit- stimmen |
| Bewerber                   | Partei                     | Anzahl        | %             | Anzahl         | %              |
| -------------------------- | -------------------------- | ------------- | ------------- | -------------- | -------------- |
| Wahlberechtigte            | Wahlberechtigte            | 194.341       | 100,0         | 194.341        | 100,0          |
| Wähler                     | Wähler                     | 150.318       | 77,3          | 150.318        | 77,3           |
| Ungültige Stimmen          | Ungültige Stimmen          | 2.915         | 1,9           | 1.729          | 1,2            |
| Gültige Stimmen            | Gültige Stimmen            | 147.403       | 98,1          | 148.589        | 98,8           |
| davon                      |                            |               |               |                |                |
| Hannelore Rönsch           | CDU                        | 63.629        | 43,2          | 60.210         | 40,5           |
| Heidemarie Wieczorek-Zeul  | SPD                        | 60.963        | 41,4          | 54.409         | 36,6           |
| Ulrich Friedrich Koch      | GRÜNE                      | 8.259         | 5,6           | 9.082          | 6,1            |
| Margret Funke-Schmitt-Rink | FDP                        | 10.157        | 6,9           | 17.635         | 11,9           |
|                            | GRAUE                      | –             | –             | 1.714          | 1,2            |
| Herbert Langer             | REP                        | 3.859         | 2,6           | 3.966          | 2,7            |
| Ernst Wilhelm Deubert      | NPD                        | 536           | 0,4           | 526            | 0,4            |
|                            | ÖDP                        | –             | –             | 425            | 0,3            |
|                            | PDS                        | –             | –             | 622            | 0,4            |

### Bundestagswahl 1987
| Gegenstand der Nachweisung | Gegenstand der Nachweisung | Erst- stimmen | Erst- stimmen | Zweit- stimmen | Zweit- stimmen |
| Bewerber                   | Partei                     | Anzahl        | %             | Anzahl         | %              |
| -------------------------- | -------------------------- | ------------- | ------------- | -------------- | -------------- |
| Wahlberechtigte            | Wahlberechtigte            | 194.927       | 100,0         | 194.927        | 100,0          |
| Wähler                     | Wähler                     | 158.921       | 81,5          | 158.921        | 81,5           |
| Ungültige Stimmen          | Ungültige Stimmen          | 3.125         | 2,0           | 1.819          | 1,1            |
| Gültige Stimmen            | Gültige Stimmen            | 155.796       | 98,0          | 157.102        | 98,9           |
| davon                      |                            |               |               |                |                |
| Hannelore Rönsch           | CDU                        | 71.789        | 46,1          | 64.358         | 41,0           |
| Heidemarie Wieczorek-Zeul  | SPD                        | 62.164        | 39,9          | 56.612         | 36,0           |
| Margret Funke-Schmitt-Rink | FDP                        | 8.050         | 5,2           | 16.844         | 10,7           |
| Barbara Brell-Vollkammer   | GRÜNE                      | 11.114        | 7,1           | 17.131         | 10,9           |
|                            | FRAUEN                     | –             | –             | 319            | 0,2            |
|                            | MLPD                       | –             | –             | 35             | 0,0            |
| Jochen Schmutzler          | NPD                        | 1.187         | 0,8           | 1.231          | 0,8            |
| Claudius Moseler           | ÖDP                        | 405           | 0,3           | 398            | 0,3            |
| Ingrid Weber               | Patrioten                  | 167           | 0,1           | 174            | 0,1            |
| Renate Berghäuser          | FRIEDEN                    | 677           | 0,4           | –              | –              |
| Bernd Janocha              | Einzelbewerber             | 243           | 0,2           | –              | –              |

### Bundestagswahl 1983
| Gegenstand der Nachweisung | Gegenstand der Nachweisung | Erst- stimmen | Erst- stimmen | Zweit- stimmen | Zweit- stimmen |
| Bewerber                   | Partei                     | Anzahl        | %             | Anzahl         | %              |
| -------------------------- | -------------------------- | ------------- | ------------- | -------------- | -------------- |
| Wahlberechtigte            | Wahlberechtigte            | 196.255       | 100,0         | 196.255        | 100,0          |
| Wähler                     | Wähler                     | 168.648       | 85,9          | 168.648        | 85,9           |
| Ungültige Stimmen          | Ungültige Stimmen          | 1.906         | 1,1           | 1.383          | 0,8            |
| Gültige Stimmen            | Gültige Stimmen            | 166.742       | 98,9          | 167.265        | 99,2           |
| davon                      |                            |               |               |                |                |
| Rudi Schmitt               | SPD                        | 76.021        | 45,6          | 69.914         | 41,8           |
| Hannelore Rönsch           | CDU                        | 77.619        | 46,6          | 71.197         | 42,6           |
| Friedrich H. Stamm         | FDP                        | 4.917         | 2,9           | 14.297         | 8,5            |
| Ottmar Befard              | DKP                        | 360           | 0,2           | 265            | 0,2            |
| Bernd Hein                 | GRÜNE                      | 7.610         | 4,6           | 10.989         | 6,6            |
| Carla Horn                 | EAP                        | 215           | 0,1           | 167            | 0,1            |
|                            | NPD                        | –             | –             | 436            | 0,3            |

### Bundestagswahl 1980
| Gegenstand der Nachweisung   | Gegenstand der Nachweisung | Erst- stimmen | Erst- stimmen | Zweit- stimmen | Zweit- stimmen |
| Bewerber                     | Partei                     | Anzahl        | %             | Anzahl         | %              |
| ---------------------------- | -------------------------- | ------------- | ------------- | -------------- | -------------- |
| Wahlberechtigte              | Wahlberechtigte            | 194.655       | 100,0         | 194.655        | 100,0          |
| Wähler                       | Wähler                     | 167.819       | 86,2          | 167.819        | 86,2           |
| Ungültige Stimmen            | Ungültige Stimmen          | 1.881         | 1,1           | 1.621          | 1,0            |
| Gültige Stimmen              | Gültige Stimmen            | 165.938       | 98,9          | 166.198        | 99,0           |
| davon                        |                            |               |               |                |                |
| Rudi Schmitt                 | SPD                        | 80.450        | 48,5          | 74.665         | 44,9           |
| Hans-Joachim Jentsch         | CDU                        | 67.790        | 40,9          | 65.786         | 39,6           |
| Gottfried Kiesow             | FDP                        | 13.694        | 8,3           | 22.005         | 13,2           |
| Ottmar Befard                | DKP                        | 402           | 0,2           | 329            | 0,2            |
| Siegfried Riedel             | GRÜNE                      | 3.328         | 2,0           | 2.788          | 1,7            |
| Carla Horn                   | EAP                        | 128           | 0,1           | 88             | 0,1            |
| Norbert Mattes               | KBW                        | 90            | 0,1           | 64             | 0,0            |
|                              | NPD                        | –             | –             | 430            | 0,3            |
| Roni Gustav Schachtel-Rotter | V                          | 56            | 0,0           | 43             | 0,0            |

### Bundestagswahl 1976
| Gegenstand der Nachweisung | Gegenstand der Nachweisung | Erst- stimmen | Erst- stimmen | Zweit- stimmen | Zweit- stimmen |
| Bewerber                   | Partei                     | Anzahl        | %             | Anzahl         | %              |
| -------------------------- | -------------------------- | ------------- | ------------- | -------------- | -------------- |
| Wahlberechtigte            | Wahlberechtigte            | 180.690       | 100,0         | 180.690        | 100,0          |
| Wähler                     | Wähler                     | 159.725       | 88,4          | 159.725        | 88,4           |
| Ungültige Stimmen          | Ungültige Stimmen          | 1.886         | 1,2           | 1.015          | 0,6            |
| Gültige Stimmen            | Gültige Stimmen            | 157.839       | 98,8          | 158.710        | 99,4           |
| davon                      |                            |               |               |                |                |
| Horst Krockert             | SPD                        | 72.575        | 46,0          | 70.368         | 44,3           |
| Hans-Joachim Jentsch       | CDU                        | 71.098        | 45,0          | 70.201         | 44,2           |
| Martin Egger               | FDP                        | 12.458        | 7,9           | 16.445         | 10,4           |
|                            | AUD                        | –             | –             | 96             | 0,1            |
|                            | AVP                        | –             | –             | 33             | 0,0            |
| Friedemann Schuster        | DKP                        | 659           | 0,4           | 561            | 0,4            |
| Carla Horn                 | EAP                        | 117           | 0,1           | 73             | 0,0            |
|                            | KPD                        | –             | –             | 131            | 0,1            |
| Bernd Ohmer                | KBW                        | 263           | 0,2           | 197            | 0,1            |
| Mathias Quintus            | NPD                        | 669           | 0,4           | 605            | 0,4            |

### Bundestagswahl 1972
| Gegenstand der Nachweisung | Gegenstand der Nachweisung | Erst- stimmen | Erst- stimmen | Zweit- stimmen | Zweit- stimmen |
| Bewerber                   | Partei                     | Anzahl        | %             | Anzahl         | %              |
| -------------------------- | -------------------------- | ------------- | ------------- | -------------- | -------------- |
| Wahlberechtigte            | Wahlberechtigte            | 185.496       | 100,0         | 185.496        | 100,0          |
| Wähler                     | Wähler                     | 165.077       | 89,0          | 165.077        | 89,0           |
| Ungültige Stimmen          | Ungültige Stimmen          | 2.173         | 1,3           | 1.066          | 0,6            |
| Gültige Stimmen            | Gültige Stimmen            | 162.904       | 98,7          | 164.011        | 99,4           |
| davon                      |                            |               |               |                |                |
| Horst Krockert             | SPD                        | 85.384        | 52,4          | 76.611         | 46,7           |
| Hans-Joachim Jentsch       | CDU                        | 65.878        | 40,4          | 65.445         | 39,9           |
| Inge Segall                | FDP                        | 9.977         | 6,1           | 20.201         | 12,3           |
| Friedemann Schuster        | DKP                        | 699           | 0,4           | 603            | 0,4            |
|                            | EFP                        | –             | –             | 159            | 0,1            |
| Horst-Jürgen Fuhlrott      | NPD                        | 966           | 0,6           | 992            | 0,6            |

### Bundestagswahl 1969
| Gegenstand der Nachweisung | Gegenstand der Nachweisung | Erst- stimmen | Erst- stimmen | Zweit- stimmen | Zweit- stimmen |
| Bewerber                   | Partei                     | Anzahl        | %             | Anzahl         | %              |
| -------------------------- | -------------------------- | ------------- | ------------- | -------------- | -------------- |
| Wahlberechtigte            | Wahlberechtigte            | 181.557       | 100,0         | 181.557        | 100,0          |
| Wähler                     | Wähler                     | 153.070       | 84,3          | 153.070        | 84,3           |
| Ungültige Stimmen          | Ungültige Stimmen          | 3.197         | 2,1           | 2.827          | 1,8            |
| Gültige Stimmen            | Gültige Stimmen            | 149.873       | 97,9          | 150.243        | 98,2           |
| davon                      |                            |               |               |                |                |
| Horst Krockert             | SPD                        | 75.641        | 50,5          | 71.612         | 47,7           |
| August Weimer              | CDU                        | 56.864        | 37,9          | 56.034         | 37,3           |
| Margot Faust               | FDP                        | 9.564         | 6,4           | 12.376         | 8,2            |
| Otto Klette                | ADF                        | 1.107         | 0,7           | 1.086          | 0,7            |
|                            | EP                         | –             | –             | 443            | 0,3            |
|                            | GPD                        | –             | –             | 850            | 0,6            |
| Horst-Jürgen Fuhlrott      | NPD                        | 6.561         | 4,4           | 7.842          | 5,2            |
| Roderich Boettner          | UAP                        | 136           | 0,1           | –              | –              |

### Bundestagswahl 1965
| Gegenstand der Nachweisung | Gegenstand der Nachweisung | Erst- stimmen | Erst- stimmen | Zweit- stimmen | Zweit- stimmen |
| Bewerber                   | Partei                     | Anzahl        | %             | Anzahl         | %              |
| -------------------------- | -------------------------- | ------------- | ------------- | -------------- | -------------- |
| Wahlberechtigte            | Wahlberechtigte            | 188.681       | 100,0         | 188.681        | 100,0          |
| Wähler                     | Wähler                     | 158.187       | 83,8          | 158.187        | 83,8           |
| Ungültige Stimmen          | Ungültige Stimmen          | 3.619         | 2,3           | 4.146          | 2,6            |
| Gültige Stimmen            | Gültige Stimmen            | 154.568       | 97,7          | 154.041        | 97,4           |
| davon                      |                            |               |               |                |                |
| Karl-Walter Fritz          | SPD                        | 70.005        | 45,3          | 68.578         | 44,5           |
| Elisabeth Schwarzhaupt     | CDU                        | 59.228        | 38,3          | 56.643         | 36,8           |
| Margot Faust               | FDP                        | 17.465        | 11,3          | 20.399         | 13,2           |
|                            | AUD                        | –             | –             | 189            | 0,1            |
| Wolfgang Rauch             | DFU                        | 2.495         | 1,6           | 2.820          | 1,8            |
| Justus-Bernd Bühlow        | NPD                        | 5.001         | 3,2           | 5.412          | 3,5            |
| Kurt Pöhn                  | Einzelbewerber             | 374           | 0,2           | –              | –              |

### Bundestagswahl 1961
| Gegenstand der Nachweisung | Gegenstand der Nachweisung | Erst- stimmen | Erst- stimmen | Zweit- stimmen | Zweit- stimmen |
| Bewerber                   | Partei                     | Anzahl        | %             | Anzahl         | %              |
| -------------------------- | -------------------------- | ------------- | ------------- | -------------- | -------------- |
| Wahlberechtigte            | Wahlberechtigte            | 187.756       | 100,0         | 187.756        | 100,0          |
| Wähler                     | Wähler                     | 160.888       | 85,7          | 160.888        | 85,7           |
| Ungültige Stimmen          | Ungültige Stimmen          | 3.739         | 2,3           | 9.518          | 5,9            |
| Gültige Stimmen            | Gültige Stimmen            | 157.149       | 97,7          | 151.370        | 94,1           |
| davon                      |                            |               |               |                |                |
| Elisabeth Schwarzhaupt     | CDU                        | 58.830        | 37,4          | 55.772         | 36,8           |
| Karl Wittrock              | SPD                        | 61.516        | 39,1          | 58.780         | 38,8           |
| Walter Hammersen           | FDP                        | 27.682        | 17,6          | 27.406         | 18,1           |
| Walter Preißler            | GDP                        | 4.318         | 2,7           | 4.358          | 2,9            |
| Markward Notz              | DFU                        | 3.575         | 2,3           | 3.779          | 2,5            |
| Hans-Joachim Röhr          | DRP                        | 1.228         | 0,8           | 1.275          | 0,8            |

### Bundestagswahl 1957
| Gegenstand der Nachweisung              | Gegenstand der Nachweisung | Erst- stimmen | Erst- stimmen | Zweit- stimmen | Zweit- stimmen |
| Bewerber                                | Partei                     | Anzahl        | %             | Anzahl         | %              |
| --------------------------------------- | -------------------------- | ------------- | ------------- | -------------- | -------------- |
| Wahlberechtigte                         | Wahlberechtigte            | 180.429       | 100,0         | 180.429        | 100,0          |
| Wähler                                  | Wähler                     | 154.941       | 85,9          | 154.941        | 85,9           |
| Ungültige Stimmen                       | Ungültige Stimmen          | 3.954         | 2,6           | 7.681          | 5,0            |
| Gültige Stimmen                         | Gültige Stimmen            | 150.987       | 97,6          | 147.260        | 95,0           |
| davon                                   |                            |               |               |                |                |
| Karl Wittrock                           | SPD                        | 51.950        | 34,4          | 50.388         | 34,2           |
| Elisabeth Schwarzhaupt                  | CDU                        | 65.702        | 43,5          | 67.353         | 45,7           |
| Erich Mix                               | FDP                        | 24.075        | 15,9          | 18.503         | 12,6           |
| Friedrich Christian zu Schaumburg-Lippe | GB/BHE                     | 4.749         | 3,1           | 5.181          | 3,5            |
| Axel von Selasinsky                     | DP                         | 2.583         | 1,7           | 3.633          | 2,5            |
| Ludwig Altstadt                         | BdD                        | 379           | 0,3           | 414            | 0,3            |
| Wilhelm Hachenberger                    | DRP                        | 1.549         | 1,0           | 1.788          | 1,2            |

### Bundestagswahl 1953
Bei der Bundestagswahl 1953 konnte erstmalig mit Erst- und Zweitstimme abgestimmt werden (Bundeswahlgesetz vom 25. Juni 1953).
| Gegenstand der Nachweisung    | Gegenstand der Nachweisung | Erst- stimmen | Erst- stimmen | Zweit- stimmen | Zweit- stimmen |
| Bewerber                      | Partei                     | Anzahl        | %             | Anzahl         | %              |
| ----------------------------- | -------------------------- | ------------- | ------------- | -------------- | -------------- |
| Wahlberechtigte               | Wahlberechtigte            | 171.401       | 100,0         | 171.401        | 100,0          |
| Wähler                        | Wähler                     | 139.544       | 81,4          | 139.544        | 81,4           |
| Ungültige Stimmen             | Ungültige Stimmen          | 13.584        | 9,7           | 7.047          | 5,1            |
| Gültige Stimmen               | Gültige Stimmen            | 125.960       | 90,3          | 132.497        | 94,9           |
| davon                         |                            |               |               |                |                |
| Karl Wittrock                 | SPD                        | 37.814        | 30,0          | 39.672         | 29,9           |
| Victor-Emanuel Preusker       | FDP                        | 40.832        | 32,4          | 37.544         | 28,3           |
| Elisabeth Schwarzhaupt        | CDU                        | 40.250        | 32,0          | 43.560         | 32,9           |
| Fritz Halbach                 | KPD                        | 2.831         | 2,2           | 2.951          | 2,2            |
|                               | BHE                        | –             | –             | 5.501          | 4,2            |
| Friedrich Pfeffer von Salomon | DP                         | 1.971         | 1,6           | 1.924          | 1,5            |
| Klara Marie Faßbinder         | GVP                        | 1.219         | 1,0           | 1.345          | 1,0            |
| Hans Wilhelm Schulze          | DRP                        | 1.043         | 0,8           | –              | –              |

### Bundestagswahl 1949
|                         | Partei            | Anzahl  | %     |
| ----------------------- | ----------------- | ------- | ----- |
| Wahlberechtigte         | Wahlberechtigte   | 154.936 | 100,0 |
| Wähler                  | Wähler            | 119.629 | 77,2  |
| Ungültige Stimmen       | Ungültige Stimmen | 3.297   | 2,8   |
| Gültige Stimmen         | Gültige Stimmen   | 116.332 | 97,2  |
| davon                   |                   |         |       |
| Franz Josef Furtwängler | SPD               | 33.557  | 28,8  |
| Erich Köhler            | CDU               | 27.179  | 23,4  |
| Victor-Emanuel Preusker | FDP               | 42.381  | 36,4  |
| Paul Krüger             | KPD               | 7.195   | 6,2   |
| Ernst Berger            | Unabhängiger      | 6.020   | 5,2   |